# Championnat de Malaisie de hockey sur glace
Le Subang Jaya Ice Hockey League est le meilleur niveau de hockey sur glace en Malaisie ; il y a cinq équipes dans la ligue.

## Équipes
- Predators de Kuala Lumpur
- Ice Devils de Kuala Lumpur
- Inferno Ice de Kuala Lumpur
- Indochine Cobras de Kuala Lumpur
- Wildcats de Kuala Lumpur

## Champions
- automne 2007 - Predators de Kuala Lumpur
- printemps 2007 - Indochine Venom de Kuala Lumpur
- 2006 - Inferno Ice de Kuala Lumpur

## Trophées
- Meilleur attaquant "expat" : 2007:  Maikel Kuijpers (Predators de Kuala Lumpur).
- Meilleur défenseur "expat" : 2007:  Patrick MacDonald (Indochine Cobras de Kuala Lumpur).
- Meilleur attaquant local : 2007:  Gary Tan (Wildcats de Kuala Lumpur).
- Meilleur défenseur local : 2007:  Steven Tan (Wildcats de Kuala Lumpur).
- Meilleur gardien : 2007:  Peter Karlsson (Ice Devils de Kuala Lumpur).